# Jinjiang (cheval)
Jinhong
Pour les articles homonymes, voir Jinjiang (homonymie).
Le  Jinjiang (chinois simplifié : 晋江马 ; chinois traditionnel : 晉江馬 ; pinyin : Jìnjiāng mǎ), Jinhong, ou improprement Jinjang, est une race de chevaux rare originaire du Fujian, en Chine. Ce petit cheval d'1,25 m en moyenne appartient génétiquement au groupe des poneys du Sud de la Chine. La race a connu un très important déclin avec la motorisation des transports. Elle est reconnue comme en danger d'extinction, et fait l'objet de mesures de protection.

## Dénomination
Ces chevaux sont renseignés sous le nom de « Jinjiang » par la FAO, mais sous celui de « Jinhong » par CAB International, qui précise néanmoins l'existence du nom « Jinjiang ».

## Histoire
La race est présumée être vieille d'environ un millier d'années. Elle est réputée avoir une ascendance arabe, en raison de sa tendance à relever la queue au galop. Jusqu'à la fin du XXe siècle, ces chevaux n'ont pas de nom spécifique, ils sont parfois nommés « chevaux taïwanais de la côte ». La race est commune dans de nombreuses régions du Fujian, en Chine, notamment à Shishi, Tong'an, Hui'an, Putian, Nan'an et Jinjiang. En 1955, 2 339 animaux sont comptabilisés dans la seule ville-district de Jinjiang. La motorisation des transports entraîne un déclin rapide de l'élevage, faute de demande. En 1984 et 1985, la race reçoit son nom actuel. En 2003, il ne reste que 505 têtes. En 2006, un article de sina.com.cn fait état de la situation critique de ce petit cheval, qui ne compte plus que 184 représentants. La même année, il est officiellement inscrit au registre national de conservation des ressources génétiques animales. Les éleveurs qui détiennent des sujets reçoivent des fonds de subvention. En août 2008, le ministère de l'agriculture chinois approuve la création d'aires protégées, destinées à la conservation de la race.

## Description
Le Jinjiang mesure en moyenne 1,24 m chez les femelles et 1,25 m pour les mâles, le poids respectif étant de 274 et 284 kg, d'après la base de données DAD-IS. CAB international indique une moyenne de 1,22 m.
La robe est toujours unie, de couleur alezan ou bai clair, les autres robes étant rares. C'est un petit cheval léger à tout faire, destiné à répondre aux besoins locaux. Il est adapté au climat humide de sa région, et à l'alternance de périodes de mousson et de sécheresses.
Les études génétiques ont prouvé l'appartenance de cette race au groupe des poneys du Sud de la Chine, dont la répartition suit plus ou moins le tracé du fleuve Yangtsé. Le Jinjiang s'apparente aux races du Baise, du Debao, du Wenshan, du Guizhou, du Jianchang, du Luoping, du Lichuan et du Dali,. Comme eux, il peut présenter un allèle particulier, dit haplotype B, situé sur le chromosome Y, et que les chevaux chinois du Nord ne possèdent pas. Sa différenciation génétique avec la race Erlunchun est de 0,064.

## Utilisations
Ce petit cheval sert pour le bât et de selle, peut être mis à la traction, mais ne convient pas au sport hippique.

## Diffusion de l'élevage
Le Jinjiang appartient aux races de chevaux natives de Chine. Il est considéré comme rare. Une évaluation des 60 races animales domestiques menacées issues des régions minières de la Chine a permis de le comptabiliser comme étant en risque d'extinction dans les années 1990,. En 1982, environ 1 000 de ces chevaux sont recensés pour la FAO. La race est toujours (2010) officiellement comptabilisée comme étant une race locale de chevaux asiatiques en danger, puisque la FAO la répertorie comme « endangered » (statut D). Le Jinjiang est présent dans le Jinjiang (qui lui a donné son nom), le Nan'an et le Si'an, tous trois situés dans le Fujian, une région du Sud-Est de la Chine,. Ce cheval est reconnu officiellement par le gouvernement chinois, sous le numéro standard GB/T 24879-2010.